# Mauro (duque da Fenícia)
Mauro (em latim: Maurus) foi um oficial romano do século IV, ativo durante o reinado do imperador Juliano, o Apóstata (r. 361–363). Em 363, quando era tribuno, participou da campanha de Juliano na Pérsia. Ele permaneceu em Circésio com uma guarnição e durante a fuga de Juliano, foi ferido, mas conseguiu salvar seu irmão moribundo Macameu. Após estes eventos, foi nomeado duque da Fenícia.